# Xã Turkey Creek, Quận Barber, Kansas
Xã Turkey Creek (tiếng Anh: Turkey Creek Township) là một xã thuộc quận Barber, tiểu bang Kansas, Hoa Kỳ. Năm 2010, dân số của xã này là 26 người.